# Pigeon type poule

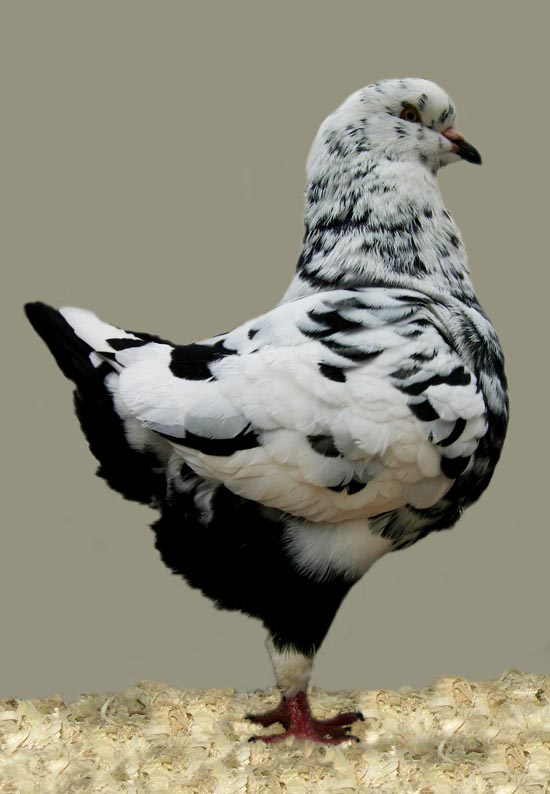
Pigeon King, type poule.

Les Pigeons type poule sont un groupe de races de pigeons domestiques reconnues par la Commission européenne des standards pigeons (CESP).

## Présentation
Les oiseaux de ce groupe sont sélectionnés pour obtenir une forme de corps spécifique. Leur posture rappelle fortement celle des poulets. Ils sont élevés comme oiseaux d'ornement, pour des concours et des expositions. Leur taille, généralement considérable, permet également l'utilisation de certaines races comme pigeons de chair ou pigeons de rapport (production de viande). Par exemple, le King, une race américaine, peut atteindre un kilogramme et était utilisé dans les élevages semi-industriels américains dans les années 1920.

## Races en Europe
En 2023, huit races sont officiellement recensées dans ce groupe par l'Entente européenne d'aviculture et de cuniculture :
- King (CESP/0204)
- Modena (GB/0205)
- Modène Allemand (D/0206)
- Poule de Vukovar (HR/0208)
- Poule Florentin (I/0201)
- Poule Hongrois (A/0202)
- Poule Maltais (A/0203)
- Triganino de Modène (I/0207)

## Hors Europe
Ce groupe n'est pas reconnu par la National Pigeon Association américaine. Ces races se retrouvent dans le groupe des pigeons de forme.

## Galerie

Races de Pigeons type poule
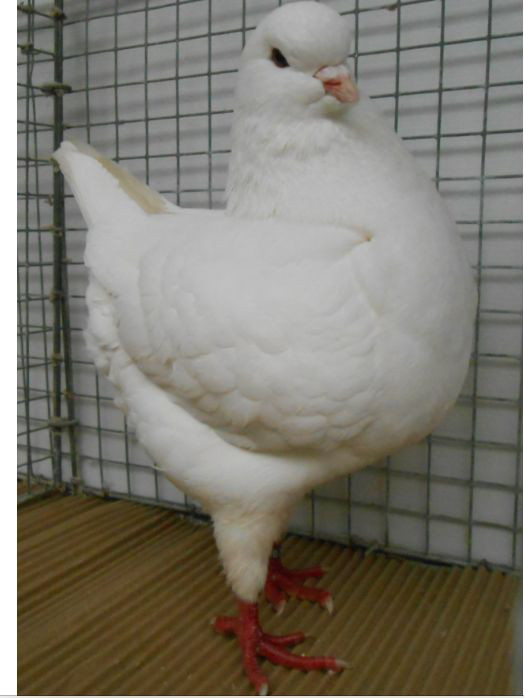
King.
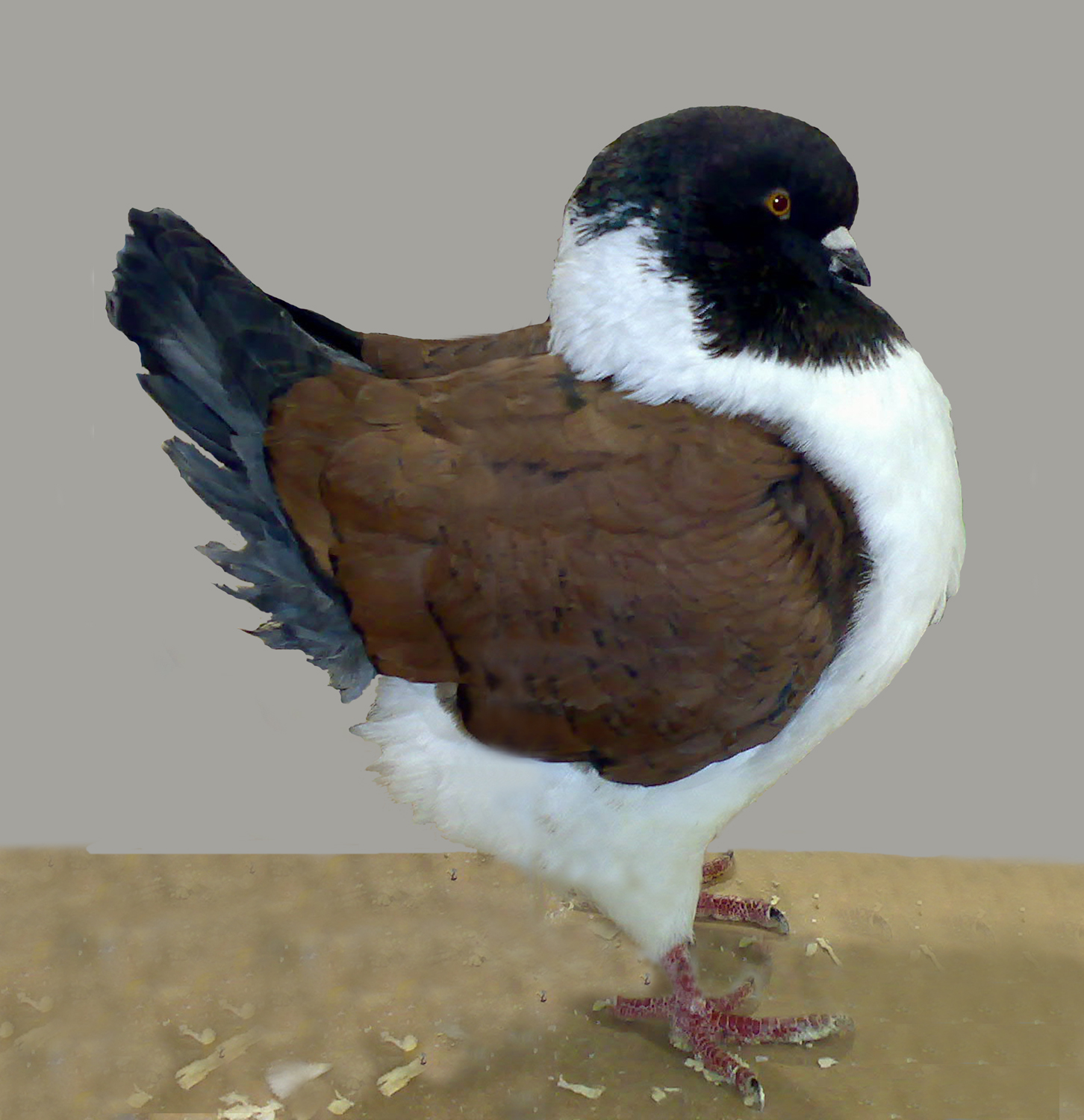
Modena.
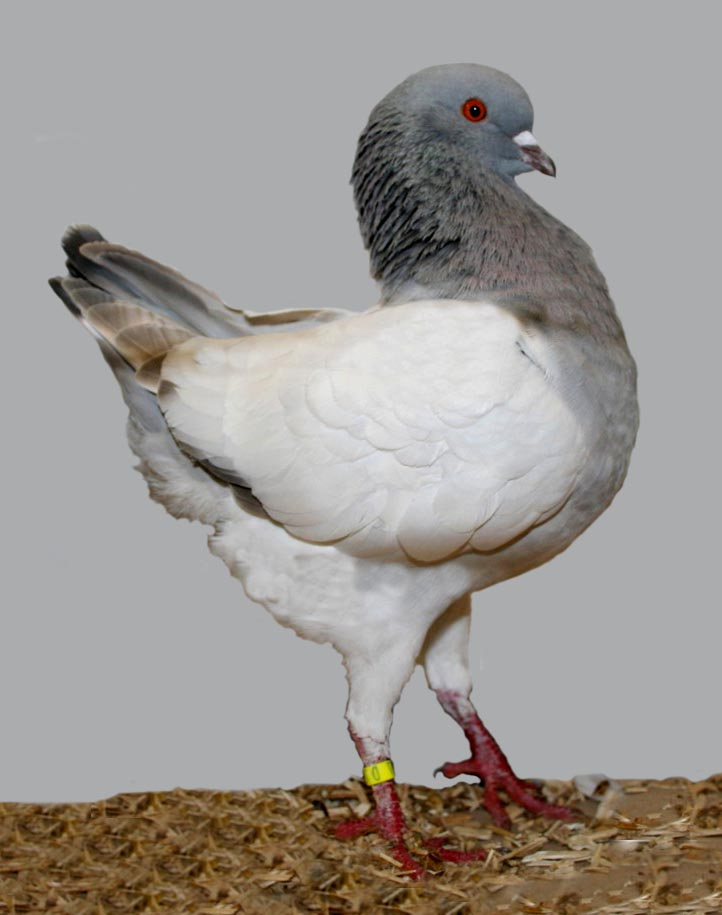
Modène Allemand.
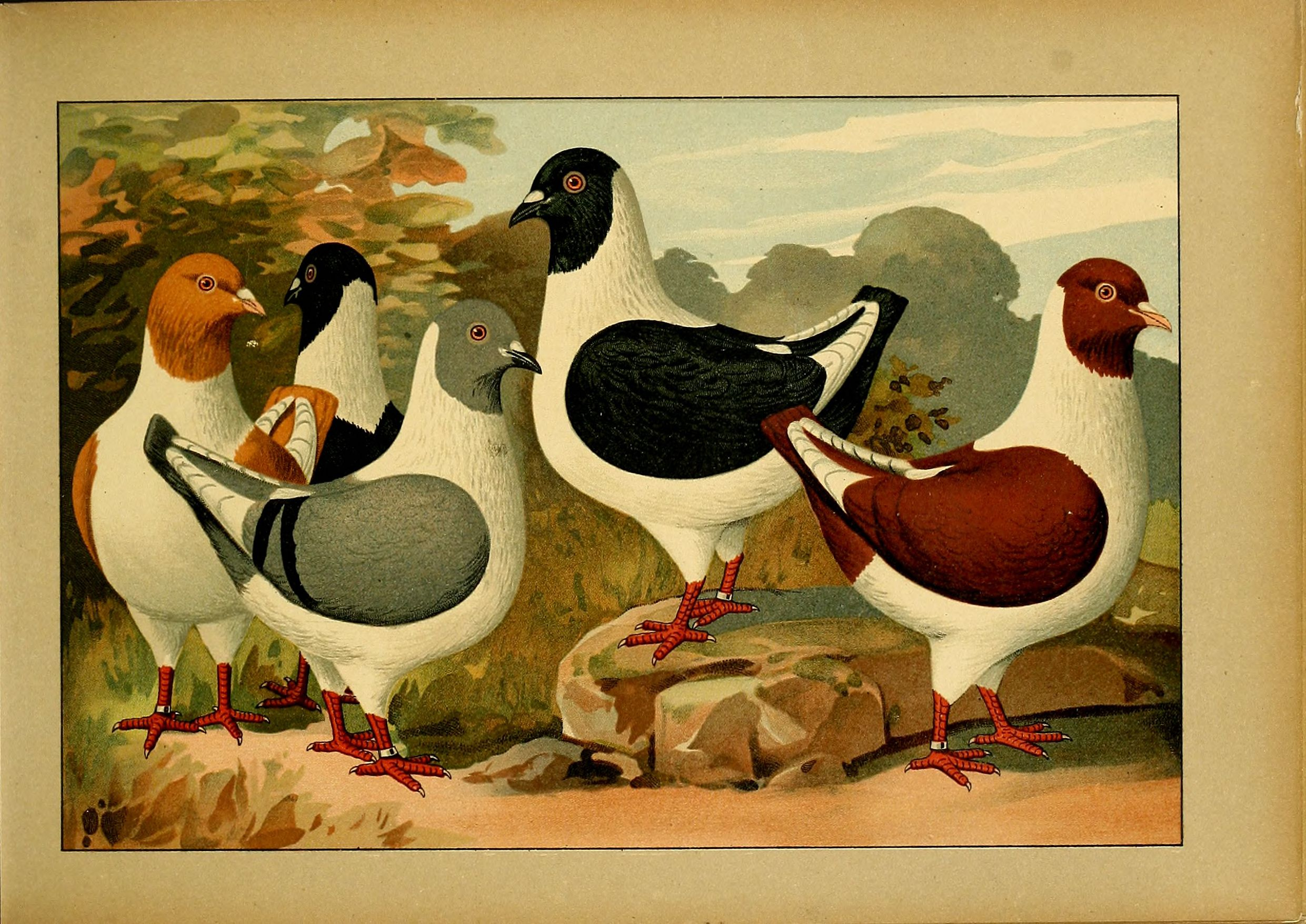
Poule Florentin.
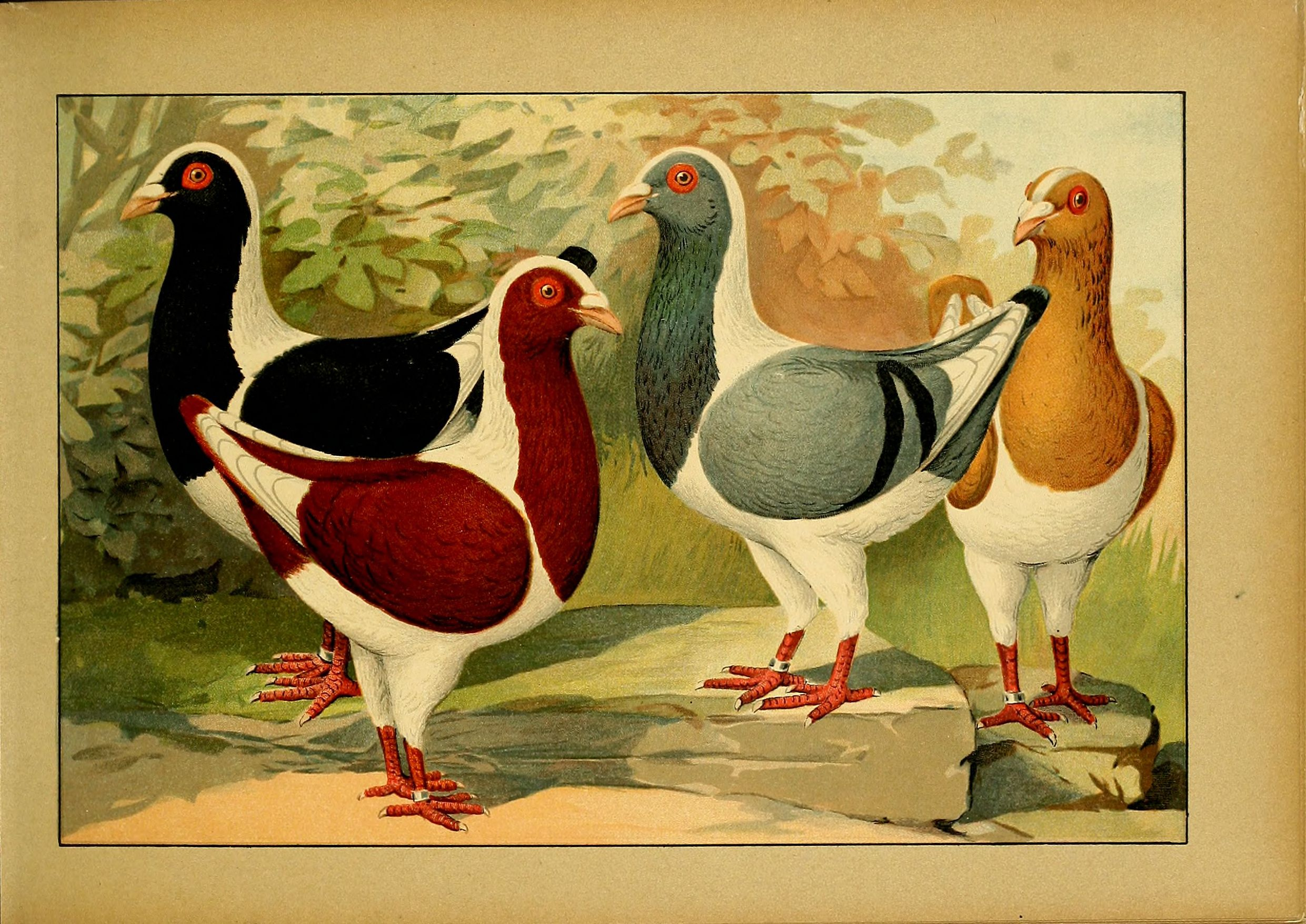
Poule Hongrois.
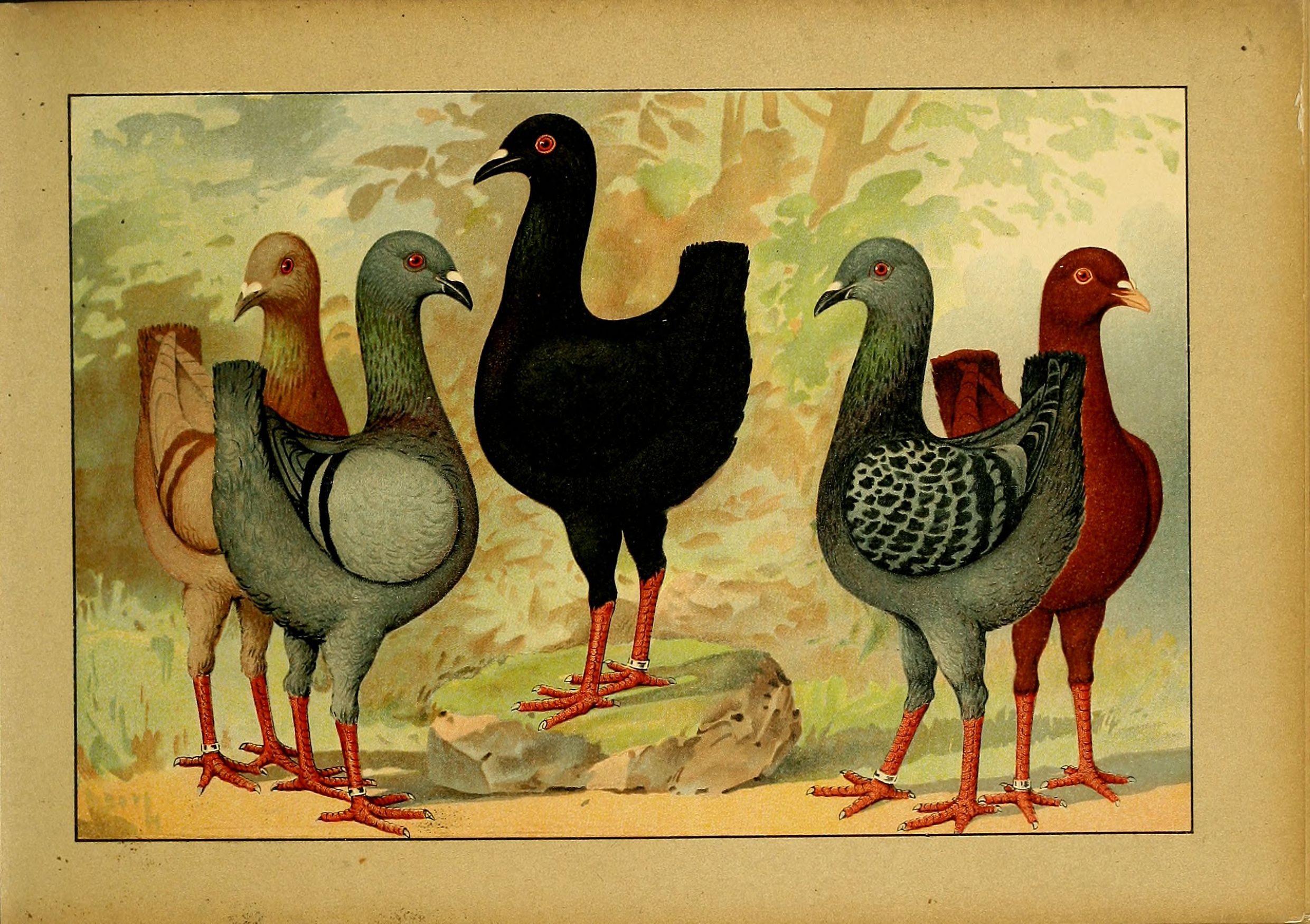
Poule Maltais.
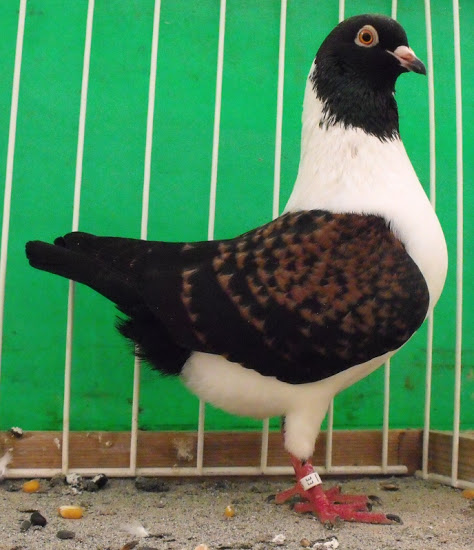
Triganino de Modène.